# Кигай, Ингрид Николаевич
Ингрид Николаевич Кигай (корейское имя — Ки Инго; 5 ноября 1931, Краскино, Посьетский район — 2 декабря 2023, Москва) — советский и российский геолог, минералог и специалист по геологии рудных месторождений. Доктор геолого-минералогических наук, ведущий научный сотрудник лаборатории геологии рудных месторождений ИГЕМ РАН, руководитель российской группы Международной ассоциации по генезису рудных месторождений (МАГРМ — IAGOD, до 2006)

## Биография
Родился 5 ноября 1931 года в селе Новокиевск, Посьетского района, Приморского края РСФСР в семье учителя Николая Фёдоровича Кигая (Ки Тау-И; 1906—1943).
В 1860-е года его дед (Ки Пенгри) был приглашён в присоединённое к России Приморье и крещён именем Фёдор Кигай.
Прямой потомок (в 134-м поколении) китайского принца Ци Цзы (династия Шан-Инь), ставшего корейским монархом Киджа, род Ки из Синьчжоу (Хэндзё).
С 1946 года живёт в Москве. Окончил с золотой медалью мужскую среднюю школу № 312.
В 1949—1954 годах учился на геологическом факультете МГУ, который окончил с отличием.
С 1954 года работал в Институте геологических наук АН СССР, который стал ИГЕМ РАН.
В 1963 году защитил кандидатскую диссертацию по теме «Лифудзинское касситерито-сульфидное месторождение и некоторые вопросы магматогенного рудообразования». В 1990 году — докторскую диссертацию — «Генезис гидротермальных месторождений цветных и редких металлов, связанных с гранитами».
В 1986 году читал лекции в Университет Джеймса Кука, Таунсвилл, Австралия.
В 1990—1991 годах был последним секретарём партийной организации ИГЕМ АН СССР.
В 2013—2016 годах работал в Минералогическом музее РАН.
В 2005—2019 годах читал лекции на геологическом факультете МГУ по теме «Проблемы гидротермального рудообразования».
Скончался 2 декабря 2023 года в Москве. Похоронен в Москве, на Донском кладбище  в родственной могиле на участке  возле колумбария № 10.

## Семья
Жена — Иваненко, Валентина Владимировна (род. 1928), физик и геолог. Дочери:
- Наталья (род. 1956), психолог и психоаналитик, работала научным сотрудником в Институте США и Канады РАН[11].
- Мария (род. 1960), геолог.

## Членство в организациях
В 2000—2004 годах был Первым Вице-президентом Международной Ассоциации по генезису рудных месторождений (МАГРМ — IAGOD), руководил Российской группой ассоциации.
Член редколлегии международного журнала «Ore Geology Reviews» (2003—2006).